# Максимова, Мария Глебовна
Мари́я Гле́бовна Макси́мова-Сто́лпник, имя при рождении Мари́я Гле́бовна Макси́мова (31 июля 1960 года, Москва) – поэт, прозаик, литературный критик, арт-терапевт. С начала 1990-х участница поэтической группы «Полуостров», лауреат Московского Фестиваля верлибра.

## Биография
Родилась в семье учёного и инженера-конструктора Глеба Юрьевича Максимова и актрисы Светланы Ивановны Радченко. 
Закончила Историко-архивный институт РГГУ. Работала редактором журналов, литературным критиком. Ныне профессионально занимается арт-терапией. Соосновательница и участница поэтической группы «Полуостров» (совместно с Николаем Звягинцевым, Михаилом Лаптевым, Андреем Поляковым, Игорем Сидом), Боспорских Форумов современной культуры, Крымского геопоэтического клуба. Участница российско-американских конференций «Культура на рубеже веков» (Нью-Йорк), фестивалей искусств «Арт-Бдения» в Смоленске и «Крымская Альгамбра» в Симферополе, и др. Член Союза писателей Москвы.

## Творчество
Первая литературная публикация – в 1992 году в газете «Гуманитарный Фонд». Публиковалась в журналах «Плавучий мост», «Золотой век», «Черновик», «Кольцо А», «Крещатик», «Юность», «Волга», «Гвидеон», «Митин журнал», в антологии «Самиздат века», Антологии современной русской литературы «Crossing Centuries: The New Generation in Russian Poetry» и др. Стихи переведены на английский, китайский, украинский, французский языки. Автор энциклопедических статей по истории русской литературы в интернет-энциклопедии «Кругосвет», в «Энциклопедии для детей» издательства «Аванта-плюс», статей и эссе в журналах «Литературное обозрение», «За семью печатями», газетах «Гуманитарный Фонд», «Культура» и др. Автор книг стихов «Уроки риторики», «Кануны», «Голос и звук», сборника прозы «Панцирь воздушной креветки», участница обоих сборников (1997 и 2023 годов) группы «Полуостров». 

## Отзывы
«Очень интересный московский поэт Мария Максимова, публикации которой в 2001 году автору этих строк неизвестны вообще. И хуже от этого читателям, а не Максимовой». Александр Уланов.
«Стихи Марии Максимовой я услышал впервые в начале 90-х и до сих пор помню их интонацию, заклинательную, завораживающую, заставляющую остолбенеть и слушать… Максимова... стремится к точности и ясности изложения, работая с расплывчатыми и темными вещами… Размышления о звуке и орудийности поэзии, строящей свое здание у нас на глазах, необыкновенно подходят к поэтике Максимовой… В ее стихах можно увидеть темные траектории страсти, отсылки к Аристотелю и Платону, свидетельства пристального прочтения Библии или европейской классики...» Вадим Месяц

## Книги
- Мария Максимова. Уроки риторики. Стихи. — М.: АРГО-РИСК, 1995. — 16 с. — ISBN 5-900506-16-9
- Полуостров. Сборник одноимённой поэтической группы. М.: АРГО-РИСК, 1997. — 48 с. : ил. — ISBN 5-900506-54-1
- Мария Максимова. Кануны. Стихи. — М.: ЛИА Р. Элинина, 2002. — 40 с.
- Мария Максимова. Голос и звук. Книга стихов. М.: Русский Гулливер, 2012. — ISBN 978-5-91627-082-2
- Мария Максимова. Панцирь воздушной креветки: Стихи, рассказы. Владивосток, 2016. — 212 с.
- Полуостров. Сборник поэтической группы. М.: Русский Гулливер, 2023. — 386 с. — ISBN 978-5-91627-283-3